# Italian Levy
Con Italian Levy ("leva italiana" in lingua inglese) si indicano le unità di fanteria reclutate dal Regno Unito a partire dal 1812 tra disertori e prigionieri di guerra italiani durante il periodo delle guerre napoleoniche.
Due "reggimenti italiani" (Italian Regiment) furono organizzati dai britannici in Sicilia a partire dal maggio 1812, mentre un terzo reggimento venne costituito alla fine del 1813. Inquadrati in una brigata al comando del generale Vittorio Amedeo Sallier della Torre, i primi due reggimenti combatterono con i britannici durante la campagna di Spagna tra il novembre 1812 e l'aprile 1814, con prestazioni altalenanti: il 1º Reggimento servì con onore e si mise in luce durante la battaglia di Castalla il 13 aprile 1813, mentre il 2º Reggimento fu afflitto dalle diserzioni e non fu mai un'unità affidabile. Il 3º Reggimento, rimasto in Sicilia, partecipò alle operazioni britanniche in Italia, compiendo un'incursione su Livorno nel dicembre 1813 e prendendo parte alla cattura di La Spezia nel marzo 1814 e all'assedio di Genova il mese successivo.
Di guarnigione in Piemonte, i tre reggimenti videro ancora ridotto impiego bellico durante i "cento giorni"; sfumata l'opportunità di farli transitare nel ricostituito esercito del Regno di Sardegna, i reggimenti furono quindi sciolti all'inizio del 1816.

## Storia

### La costituzione

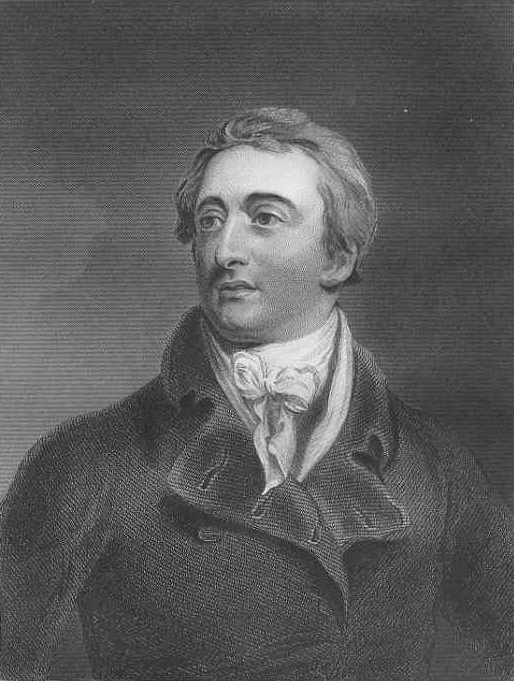
William Bentinck in una stampa dell'epoca

La decisione di reclutare una "leva italiana" tra i prigionieri di guerra catturati, armata e stipendiata dal Regno Unito, rientrava in un più ampio progetto, formulato da vari soggetti con l'avallo del ministero degli esteri britannico, volto a creare le condizioni per un'insurrezione generale anti-francese nei territori della penisola italiana, a modello di quanto avvenuto negli stessi anni nella penisola iberica. Uno dei primi a interessarsi al progetto fu il colonnello Vittorio Amedeo Sallier della Torre (anche detto "de la Tour" o "Latour" in alcuni documenti), ufficiale della Regia Armata Sarda passato al servizio dell'Austria nel 1805 e impegnato per conto di questa in varie missioni segrete nell'area del mar Mediterraneo: nell'agosto 1811 Latour prese contatto con Lord William Bentinck, rappresentante britannico nel Regno di Sicilia e di fatto governatore dell'isola, per negoziare il passaggio al servizio dei Regno Unito di vari ufficiali licenziati dal servizio austriaco in quanto originari di province annesse all'Impero francese o agli stati satelliti; nei piani di Latour, questi ufficiali dovevano costituire i quadri attorno ai quali costituire un'"armata di liberazione italiana" che avrebbe guidato la sollevazione anti-francese della penisola
Il ministero degli esteri britannico espanse questa proposta, e nel settembre 1811 il ministro Richard Wellesley approvò il reclutamento di 1 200 uomini tra i prigionieri di guerra italiani in quel momento detenuti in Inghilterra e offertisi volontari per combattere contro la Francia; riunti a Portsmouth, i volontari dovevano poi essere portati a Malta, scelta come base per le operazioni, sotto il comando di un ufficiale britannico, il colonnello Burke. La prima "leva italiana" arrivò quindi a Malta nel maggio 1812: l'unità aveva la struttura di un reggimento di fanteria, e comprendeva uno stato maggiore e otto compagnie di fanteria riunite a loro volta in due battaglioni per un organico totale di 1 297 uomini (43 ufficiali, 38 sergenti, 32 caporali, 32 carabinieri, 18 tamburini e 1 136 soldati); se i soldati erano italiani, a parte alcuni britannici gli ufficiali erano principalmente austriaci.
Mentre il reggimento era in fase di organizzazione a Malta, Lord Bentinck organizzò in Sicilia una seconda "leva italiana" approfittando del congedo, per motivi finanziari, di parte delle truppe del Regno di Sicilia: nel giugno 1812 era stato quindi formato un 2º Reggimento italiano con 16 ufficiali dell'esercito siciliano (di origine piemontese, svizzera o austriaca) e 581 "reclute arrivate dalla Spagna" (ovvero prigionieri di guerra e disertori delle truppe del Regno di Napoli impegnate nel conflitto spagnolo); entro luglio l'organico del reggimento era salito a circa 900 uomini e il comando fu affidato a un ufficiale britannico, il capitano (poi tenente colonnello) Grant, già ufficiale delle forze armate della Compagnia britannica delle Indie orientali e parente di Lord Bentinck. Il 2º Reggimento di Grant fu acquartierato a Carini vicino a Palermo mentre il 1º Reggimento di Burke, richiamato da Malta alla Sicilia una volta completato il suo equipaggiamento, fu stanziato a Iccacia; su disposizione dello stesso Bentinck, in settembre Latour fu nominato generale di brigata del British Army e posto a capo dei reggimenti della "Italian Levy".

### L'impiego in Spagna
Il progetto di Latour di impiegare la "Italian Levy" per organizzare una sollevazione in Italia fu per il momento accantonato dai britannici, e i due reggimenti furono assegnati a un'armata anglo-siciliana destinata a operare lungo la costa mediterranea della Spagna. Il 2º Reggimento si imbarcò a Milazzo per Mahón il 14 novembre 1812 con un organico di 33 ufficiali e 1 184 sottufficiali e soldati; il 26 novembre fu la volta del 1º Reggimento, che lasciò la Sicilia per la Spagna con un organico di 40 ufficiali e circa 900 uomini (parte dell'unità fu lasciata di guarnigione in Sicilia). Le truppe italiane arrivarono ad Alicante ai primi di dicembre, dove entrarono a far parte dell'armata multinazionale del generale James Campbell (composta di truppe britanniche, siciliane e spagnole oltre agli ussari dei tedeschi del Brunswick Oels e ai fanti svizzeri del Roll's Regiment); invece che riuniti in una brigata agli ordini di Latour, i due reggimenti italiani furono assegnati a due divisioni distinte e lo stesso Latour aggregato allo stato maggiore di Campbell.
L'esordio operativo della Italian Levy non fu dei migliori: l'8 febbraio il 2º Reggimento di Grant fu inviato a presidiare la città di Jijona, ma durante la marcia di avvicinamento si verificò un numero elevato di diserzioni tra gli uomini (nell'arco di due giorni 86 soldati passarono al nemico, in un caso rapendo anche un ufficiale) al punto che il comandante della divisione, generale William Henry Clinton, richiamò il reggimento indietro ad Alicante sotto la scorta di unità spagnole e britanniche; rientrati in città il 10 febbraio, gli uomini furono radunati in uno spiazzo e disarmati, venendo poi trasferiti in detenzione a bordo delle navi ancorate nel porto. Vari fattori influirono sul pessimo comportamento del reggimento: la truppa era composta principalmente da soldati dell'esercito napoletano passati ai britannici nella speranza di essere rimpatriati, e il colonnello Grant si dimostrò troppo inesperto per controllare la sua unità; non è escluso che le diserzioni fossero in qualche modo concordate con i francesi, che infatti attaccarono Jijona giusto poco dopo che il 2º Reggimento fu rimandato indietro. Il conteggio finale dei disertori del 2º Reggimento nei suoi primi due mesi di permanenza in Spagna raggiunse infine i 137-140 uomini.

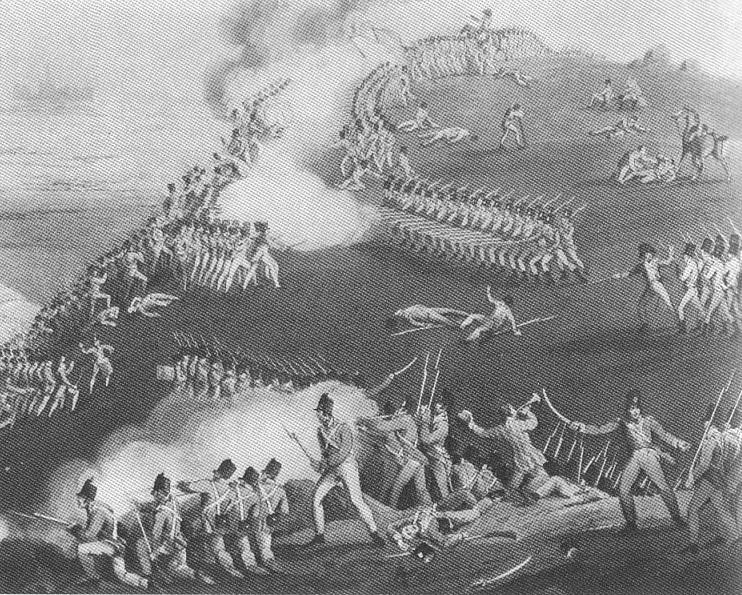
La battaglia di Castalla in una stampa del XIX secolo

Sotto la guida del più esperto colonnello Burke, il 1º Reggimento si comportò invece con onore. Come parte della brigata d'avanguardia del generale Frederick Adam, ai primi di marzo 1813 il reggimento prese parte all'avanzata dell'armata anglo-siciliana (ora al comando del generale John Murray) su Castalla, subendo diverse perdite a causa delle malattie endemiche della regione; il reggimento andò quindi a presidiare i passi montani nei pressi della cittadina di Biar. Il 12 aprile le forze francesi del maresciallo Louis Gabriel Suchet attaccarono le posizioni anglo-italiane a Biar: Adam difese a lungo il villaggio con la fanteria leggera del Calabrian Free Corps, per poi ripiegare su Castalla; il 1º Reggimento condusse un'ottima azione di retroguardia, trattenendo le forze francesi fino al completo sganciamento dei reparti di Adam. Il 13 aprile seguente Suchet e Murray si affrontarono nella battaglia di Castalla, conclusasi con un successo per gli alleati: il 1º Reggimento si comportò con distinzione, reggendo agli assalti francesi e subendo un totale di 103 perdite (23 morti, 52 feriti e 28 dispersi) nello scontro.
Il 1º e il 2º Reggimento (riarmato e riportato in linea dopo essere stato riorganizzato) raggiunsero poi via mare con il resto dell'armata la città di Tarragona, posta sotto assedio a partire dal 3 giugno 1813 dalle forze di Murray. L'azione fu un grave insuccesso per gli alleati: la piccola guarnigione riuscì a resistere all'assedio e il 12 giugno Murray decise improvvisamente di ritirarsi; per questa azione il generale britannico fu destituito e rimpiazzato al comando dell'armata alleata da Lord Bentinck, appena arrivato dalla Sicilia. I due reggimenti della Italian Levy furono finalmente riuniti in una brigata congiunta sotto il comando del generale Latour, e videro l'azione nella campagna lanciata da Bentinck in Catalogna all'inseguimento delle forze di Suchet, ormai in ripiegamento verso la Francia: muovendo da Alicante, gli alleati occuparono Tarragona (evacuata dai francesi) il 17 agosto e avanzarono fino alla linea compresa tra Vilafranca e Vinaròs, dove il 13 settembre furono affrontati e sconfitti da Suchet nella battaglia di Ordal a cui gli italiani non parteciparono. Dopo la sconfitta Bentinck rientrò a Palermo e il comando dell'armata passò a Clinton.
Gli alleati rimasero nella zona a sud di Barcellona, affrontando solo occasionalmente il nemico; durante questo periodo il comando dei reggimenti della Italian Levy fu riassegnato a due tenenti colonnelli piemontesi, il savoiardo Enrico Giuseppe Milliet, marchese di Faverges e il torinese Giuseppe Righini di San Giorgio. Solo ai primi di gennaio 1814 l'armata avanzò verso nord lungo la valle del fiume Llobregat, e a partire dal 4 febbraio la brigata italiana di Latour partecipò al blocco di Barcellona.

### Operazioni in Italia

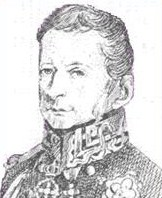
Ritratto di Vittorio Amedeo Sallier della Torre ("Latour"), comandante della Italian Levy

Mentre i primi due reggimenti italiani entravano in azione in Spagna, un'ulteriore "leva" tra i prigionieri di guerra detenuti in Inghilterra aveva portato alla formazione di un 3º Reggimento della Italian Levy. Verso la fine del 1813 i volontari furono portati in Sicilia dove si unirono a circa 600 nuove reclute italiane, soldati di esubero licenziati dal servizio nell'esercito sardo per motivi finanziari; con l'aggiunta di parte dei soldati del 1º Reggimento lasciati in Sicilia, il 3º Reggimento raggiunse una forza di poco più di 1 000 uomini al comando del tenente colonnello Giovanni Battista Bernardino Ciravegna, ufficiale piemontese già in servizio con unità straniere al soldo britannico come il De Watteville's Regiment svizzero e il Royal Sicilian Regiment.
Il crollo delle sorti del regime napoleonico in Europa dopo la sconfitta patita nella battaglia di Lipsia stava ormai portando la guerra direttamente in Italia. Nell'ottobre 1813 un distaccamento della Italian Levy proveniente dalla Sicilia prese parte all'assedio di Trieste a fianco delle forze britanniche e austriache, conclusosi con la capitolazione della città il 28 ottobre. Nel frattempo un ufficiale della Italian Levy veterano della Spagna, il colonnello Carlo Catinelli, aveva sottoposto a Lord Bentinck un ambizioso piano per approfittare dell'occasione e scatenare una rivolta antinapoleonica in Italia tramite uno sbarco sulle coste della Toscana; al comando di Catinelli fu quindi posto l'intero 3º Reggimento nonché armi per equipaggiare gruppi di insorti, e con l'appoggio di una piccola flotta britannica la spedizione sbarcò a Viareggio il 10 dicembre 1813. La spedizione di Catinelli fu un fiasco: occupata senza colpo ferire Lucca dove però la popolazione non dimostrò alcun sostegno al progetto di insurrezione, la forza anglo-italiana non riuscì a espugnare la piazzaforte di Livorno e alla fine si reimbarcò il 15 dicembre senza aver ottenuto nulla.
Una quarta leva fu organizzata tra i prigionieri italiani in Inghilterra all'inizio del gennaio 1814, principalmente per fornire rimpiazzi ai reggimenti esistenti e contribuire alla costituzione della nuova "Royal Piedmontese Legion", destinata ad appoggiare la riconquista del Piemonte da parte del re Vittorio Emanuele I di Savoia. Il 3º Reggimento della Italian Levy fu nel frattempo unito all'armata anglo-siciliana che Lord Bentinck stava radunando per appoggiare le operazioni degli austriaci in Italia; l'armata sbarcò incontrastata il 9 marzo a Livorno, già occupata dalle forze del Regno di Napoli di Gioacchino Murat che aveva da poco abbandonato l'alleanza con la Francia. Il 3º Reggimento operò con le forze alleate in Lunigiana e Liguria, prendendo parte all'assedio di Genova che capitolò il 17 aprile; il 27 aprile giunse poi a Genova il resto della Italian Levy, richiamata dal fronte della Spagna.
I tre reggimenti furono riuniti in un'unica brigata sotto il comando di Latour, e l'unità fu subito inviata a ristabilire l'autorità del re Vittorio Emanuele sul Piemonte: i reggimenti furono inizialmente dislocati di presidio a Nizza, Savona e Acqui Terme, ma alla fine del 1814 furono concentrati in Liguria di guarnigione a Genova, La Spezia e Portovenere. Dopo la fuga di Napoleone dall'isola d'Elba nel marzo 1815 e l'inizio dei "cento giorni", il 3º Reggimento fu subito inviato di presidio a Nizza mentre il resto della Italian Levy si mobilitava per una nuova campagna contro la Francia. Poiché Latour era tornato al servizio del Regno di Sardegna, per evitare che un'unità britannica si ritrovasse comandata da un ufficiale "straniero" Lord Bentinck stesso, presente in Piemonte come rappresentante locale del Regno Unito, assunse il comando della brigata formata dai tre reggimenti; il 24 maggio seguente Bentinck lasciò il comando dell'unità al colonnello Thomas Burke. L'Italian Levy non vide molta azione nel corso della breve campagna anglo-sarda contro la Francia: il 3º Reggimento fronteggiò i francesi nella zona di Nizza mentre gli altri due reggimenti si spinsero in Provenza in appoggio a una sollevazione dei realisti locali, per poi servire come truppe d'occupazione a Marsiglia una volta cessate le ostilità.
I giorni della Italian Levy erano ormai alla fine: già il 27 aprile Lord Bentinck aveva suggerito al governo britannico di sciogliere il corpo e di predisporre il passaggio di ufficiali e soldati al servizio dei ricostituiti Stati italiani; scartata (principalmente per ragioni finanziarie) la possibilità di un passaggio in blocco della brigata nell'Esercito sardo, la Italian Levy fu quindi congedata all'inizio del gennaio 1816 e gli uomini rimpatriati negli Stati d'origine.

## Uniformi

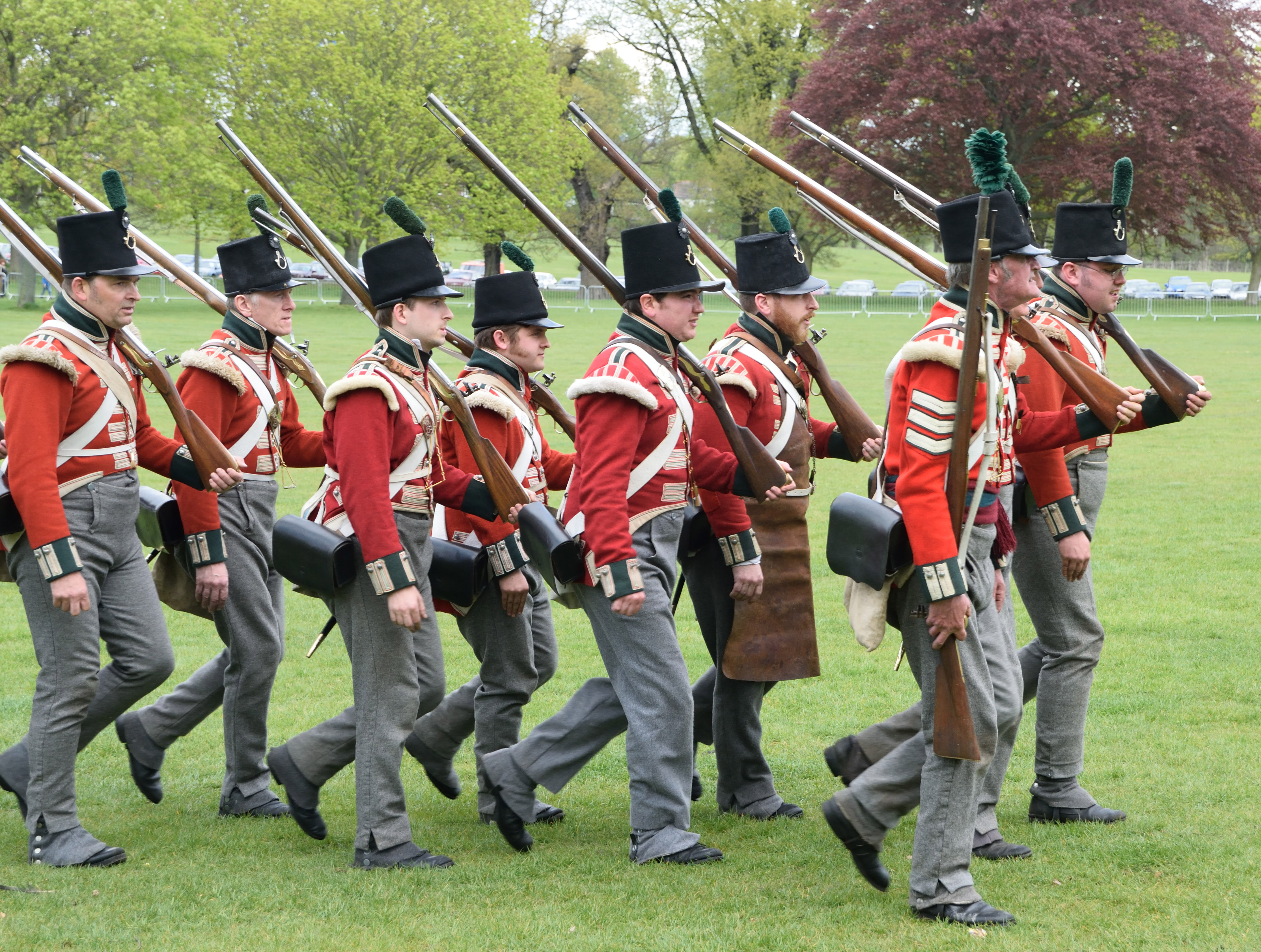
Moderni re-enactors con indosso le uniformi britanniche del periodo della campagna di Spagna; l'uniforme della Italian Levy era probabilmente del tutto analoga a questa

Non vi è molta concordanza nelle fonti su quale fosse esattamente l'uniforme della Italian Levy. Un Regulation for the formation of an Italian Levy to be raised for His Majestyc's Service, emanato da Lord Bentinck a Palermo il 13 maggio 1812, prescriveva un'uniforme di colore blu per segnare una precisa distinzione tra le reclute italiane e i reparti britannici, tradizionalmente vestiti in rosso. Varie fonti prendono per buona la prescrizione di Bentinck e attribuiscono quindi alla Italian Levy una giacca di colore blu scuro, con risvolti e paramani rossi e un alto colletto rosso bordato di bianco; i carabinieri del reggimento si contraddistinguevano per la presenza di controspalline verdi. I restanti equipaggiamenti erano identici a quelli della fanteria britannica dell'epoca: pantaloni grigi, buffetteria in cuoio bianco e un alto sciaccò cilindrico "a tubo di stufa" ornato da un piccolo pennacchio verde.
Altre fonti, sulla scorta di resoconti degli ufficiali britannici in Spagna e di stampe dell'epoca, negano invece che la truppa portasse giacche blu e affermano che la Italian Levy vestisse la giacca rossa come la fanteria britannica e come la maggior parte delle truppe straniere inquadrate nel British Army. La difformità tra quanto prescritto nel Regulation di Bentinck e la realtà può essere spiegata in vari modi: la successiva necessità di distinguere maggiormente la "britannica" Italian Levy dai reggimenti del Regno di Sicilia, vestiti in blu; la maggiore praticità ed economicità nel vestire i volontari italiani con le uniformi di eccedenza del Royal Sicilian Regiment, che portava giacche rosse come la fanteria britannica; o l'opportunità politica di distinguere l'Italian Levy dalla Royal Piedmontese Legion in contemporanea costituzione, in particolare visto che quest'ultima era destinata fin dal principio a passare al servizio del Regno di Sardegna una volta organizzata. L'uniforme blu descritta per la Italian Levy era in effetti identica a quella della Royal Piedmontese Legion, e i due corpi potrebbero quindi essere stati confusi tra di loro da alcuni autori successivi.

### Annotazioni
1. ↑  L'esatta identità dell'ufficiale non è chiara: in alcuni documenti è identificato come Richard Burke, ufficiale di origini austro-irlandesi, in altri come "J. Burke", "Thomas Burke" o "Paddy Burke".
2. ↑  Vi sono menzioni anche di un 4º Reggimento della Italian Levy, che tuttavia non risulta sia mai stato concretamente costituito.
3. ↑  Nativo di Gorizia e già ufficiale dell'esercito austriaco.
4. ↑  Costituita a Colchester nel febbraio 1814, la Royal Piedmontese Legion aveva in organico soldati italiani ma era equipaggiata, addestrata e pagata dal Regno Unito, e aveva aggregati alcuni ufficiali britannici per aiutarne l'organizzazione. L'unità, forte di circa 3.000 uomini, sbarcò a Genova il 12 settembre 1814 e quattro giorni più tardi passò ufficialmente al servizio del Regno di Sardegna come parte delle sue forze armate. Vedi Chartrand, p. 34.
5. ↑  La buffetteria è l'insieme delle cinghie e delle giberne portate dai soldati.

### Fonti
1. ↑  Ilari & Crociari, pp. 229-232.
2. ↑  Ilari & Crociari, pp. 235, 241.
3. 1 2  Chartrand, p. 21.
4. ↑  Ilari & Crociari, pp. 241-243.
5. ↑  Ilari & Crociari, pp. 244, 246.
6. ↑  Ilari & Crociari, pp. 247-248.
7. ↑  Chartrand, pp. 21-22.
8. ↑  Ilari & Crociari, pp. 249-250.
9. 1 2 3  Chartrand, p. 22.
10. ↑  Ilari & Crociari, pp. 251-253.
11. ↑  Ilari & Crociari, p. 254.
12. ↑  Ilari & Crociari, pp. 246, 266.
13. ↑  Ilari & Crociari, pp. 266-268.
14. ↑  Ilari & Crociari, pp. 269-274.
15. ↑  Ilari & Crociari, pp. 275-276, 279-282.
16. ↑  Ilari & Crociari, pp. 282-283.
17. ↑  Chartrand, pp. 22, 47.
18. ↑  Ilari & Crociari, p. 289.